# Distretto di Ingenio
Il distretto di Ingenio è uno dei ventotto distretti della provincia di Huancayo, in Perù. Si trova nella regione di Junín e si estende su una superficie di 53,29  chilometri quadrati.